# 베고냐역
베고냐역(스페인어: Begoña)은 마드리드 지하철 10호선의 역이다. 푸엥카랄엘파르도 구의 라파스 지역과 발베르데 지역에 걸쳐 있으며, 카스테야나 거리와 M607도로, M30 도로가 지나는 교차로 지하에 위치해 있다. 근처에 라파스 대학병원이 위치해 있다. 요금구역상으로는 A구역에 속한다.

## 역사
1982년 6월 10일 옛 8호선 구간의 일부로 문을 열었으며, 1998년 1월 22일 10호선 역으로 재편되었다.

## 환승 정보
역 주변에 시내버스 정류장이 여섯 곳 있다. 시외버스 정류장도 병원 쪽을 중심으로 몰려 있는데 경유하는 노선이 상당히 많다.
버스
- 시내버스
  - 67, 124, 134, 135, 137, 173, 174, 176, 178번 버스 (주간)
  - N24번 버스 (야간)
- 시외버스
  - 151, 152C, 153, 154, 154C, 155, 155B, 156, 157, 157C, 159, 161, 171, 181, 182, 183, 184, 185, 191, 192, 193, 194, 195, 196, 197, 199, 602, 712, 713, 716, 721, 722, 724번 버스 (주간)
  - N101, N102, N103, N701, N702번 버스 (야간)

지하철
| 마드리드 지하철                 | 마드리드 지하철        | 마드리드 지하철           |
| ------------------------------- | ---------------------- | ------------------------- |
| 푸엥카랄 오스피탈 인판타 소피아 | 마드리드 지하철 10호선 | 차마르틴 푸에르타 델 수르 |